# Tongxin Jishu Shiyan
Tongxin Jishu Shiyan (TJS; chinesisch 通信技术试验, Pinyin Tōngxìn Jìshù Shìyàn – „Kommunikationstechnik-Test“) ist eine Sammelbezeichnung für geostationäre Satelliten verschiedener chinesischer Hersteller. Teils findet sich auch die Bezeichnung TJSW, wobei der Buchstabe W für Weixing (Satellit) steht. Nach offiziellen chinesischen Angaben handelt es sich um Satelliten zur Erprobung von Kommunikationstechnik. Die Satelliten unterliegen jedoch einer Geheimhaltung, wie sie bei militärischen Missionen üblich ist. Westliche Fachleute nehmen daher an, dass es sich um Aufklärungssatellitem handelt.

## Beschreibung
Die TJS-Satelliten werden von der Chinesischen Akademie für Weltraumtechnologie (TJS 1, 3, 4, 9) und der Shanghaier Akademie für Raumfahrttechnologie (TJS 2, 5, 6, 7) hergestellt, beides Unternehmensbereiche der China Aerospace Science and Technology Corporation.
Die Satelliten haben unterschiedliche Aufgaben. Nach Angaben des Herstellers und der chinesischen Regierung diene zum Beispiel TJS 9 der Erprobung von Hochgeschwindigkeits-Datenübertragung auf mehreren Kanälen gleichzeitig, TJS 7 diene der Erprobung von Technologien für militärische Kommunikationssatelliten.
TJS 1 und TJS 4, die bei der Volksbefreiungsarmee die interne Bezeichnung Qianshao-3 1 und Qianshao-3 2 (前哨 bzw. „Vorposten“) tragen, sind mit vom 11. Forschungsinstitut der China Electronics Technology Group Corporation entwickelten Sensoren für den nahen und mittleren Infrarotbereich ausgestattet, mit denen die Hitze der Triebwerksflammen startender Mittelstrecken- und Interkontinentalraketen erkannt werden kann. Der Infrarotsensor von TJS 4, dem neuesten Satelliten des Frühwarnsystems, besitzt eine Bildauflösung von 2700 × 2700 Pixeln.
TJS 3 setzte nach dem Start vom 24. Dezember 2018 einen Subsatelliten aus, der weitere Bahnmanöver unternahm.

## Satelliten
| Satellit | Startdatum (UTC)   | Startplatz | Trägerrakete | Position   | Cospar-ID |
| -------- | ------------------ | ---------- | ------------ | ---------- | --------- |
| TJS 1    | 12. September 2015 | Xichang    | CZ-3B/G2     | 155,1° Ost | 2015-046A |
| TJS 2    | 15. Januar 2017    | Xichang    | CZ-3B/G2     | 066,5° Ost | 2017-001A |
| TJS 3    | 24. Dezember 2018  | Xichang    | CZ-3B/G2     | 059,1° Ost | 2018-110A |
| TJS 4    | 17. Oktober 2019   | Xichang    | CZ-3B/G3     | 083,6° Ost | 2019-070A |
| TJS 5    | 7. Januar 2020     | Xichang    | CZ-3B/G3     | 107,5° Ost | 2020-002A |
| TJS 6    | 4. Februar 2021    | Xichang    | CZ-3B/G2     | 178,5° Ost | 2021-010A |
| TJS 7    | 24. August 2021    | Xichang    | CZ-3B/G2     | 146,5° Ost | 2021-077A |
| TJS 9    | 29. Dezember 2021  | Xichang    | CZ-3B/G3     | 137,3° Ost | 2021-135A |
| TJS 10   | 3. November 2023   | Wenchang   | CZ-7A        |            | 2023-169A |
| TJS 11   | 23. Februar 2024   | Wenchang   | CZ-5         |            | 2024-037A |
| TJS 12   | 20. Dezember 2024  | Xichang    | CZ-3B/G2     |            | 2024-246A |
| TJS 13   | 3. Dezember 2024   | Xichang    | CZ-3B/G2     |            | 2024-227A |
| TJS 14   | 23. Januar 2025    | Xichang    | CZ-3B/G2     |            | 2025-017A |
| TJS 15   | 9. März 2025       | Xichang    | CZ-3B/G2     |            | 2025-045A |
| TJS 16   | 29. März 2025      | Wenchang   | CZ-7A        |            | 2025-064A |
| TJS 17   | 10. April 2025     | Xichang    | CZ-3B/G2     |            | 2025-073A |
| TJS 19   | 12. Mai 2025       | Xichang    | CZ-3B        |            | 2025-097A |